# 73-й отдельный танковый батальон
73-й отдельный танковый батальон, воинское подразделение Вооружённых сил СССР в Великой Отечественной войне.
Сформирован на основании Директивы НКО № ? от 24.08.1941 года за счет высвободившейся матчасти и личного состава 6-й танковой дивизии, которая перешла на облегченный штат.
73-й отдельный танковый батальон расформирован на Южном фронте.

## Боевой путь батальона
Настоящим сообщаю, что в результате боев в районе 2 км западнее Томошевка 20-21.9.41 г. рота в составе 14 танков была выведена из строя, 10 подбитых танков остались на поле боя и эвакуировать [их] до сего времени нет возможности, так как танки находятся в расположении противника.— 
Рота танков по приказу командира 130-й стрелковой дивизии была придана командиру 220-го стрелкового полка подполковнику Семенову. 220-й стрелковый полк занимал оборону на участке 2 км западнее Томошевка. Командир танковой роты лейтенант Андреев находился на командном пункте командира 220-го стрелкового полка. В 17.00 20 сентября 1941 года на правом фланге 220-го стрелкового полка в районе ур. Зеленый Гай под нажимом противника начал беспорядочно отходить левый фланг 130-й стрелковой дивизии.
Утром 21 сентября 1941 года по приказу командира полка и с согласия командира 130-й стрелковой дивизии были направлены в атаку оставшиеся 8 танков в том же направлении и также без поддержки пехоты и артиллерии. В результате атаки на поле боя осталось еще 5 подбитых танков; 3 танка возвратились на исходное положение. Таким образом, 10 танков остались на поле боя подбитыми; экипажи этих танков погибли.
Командиром танкового батальона были приняты все меры для эвакуации подбитых машин с поля боя. Было выделено 2 трактора «ЧТЗ» и 3 танка под руководством помощника командира батальона по технической части. Ввиду того, что танки находятся в расположении противника и несколько штук в зоне активного обстрела противника, то эвакуировать их невозможно. Комбат просил командира дивизии оттеснить противника на 400-500 м, а момент эвакуации обеспечить артиллерийским огнем, но ввиду слабых сил на этом участке этого сделать не могли.

## В составе Действующей Армии
с 17.09.1941 по 28.11.1942

## Полное название
73-й отдельный танковый батальон

## Подчинение
- Южный фронт - на 01.10.1941 года.

## Командный состав батальона

### Командиры батальона
- Лобженидзе, капитан

### Старшие адъютанты батальона (Начальники штаба)
- Бадин, лейтенант

### Военный комиссар
- Корзун, старший политрук